# CHa-113
CHa-113 — мисливець за підводними човнами Імперського флоту Японії, який взяв участь у Другій світовій війні.
Корабель відносився до нідерландських тральщиків типу A та був споруджений під позначенням «A» в 1930 році на верфі Rijkswerf Willemsoord у Ден-Гелдері.
28 лютого 1942-го тральщик отримав певні пошкодженн під час японської повітряної атаки, а вже 1 березня на заході та сході Яви висадились японські десанти. Як наслідок, 2 березня «А» затопили в Сурабаї (головна база на сході острова Ява).
Японці організували підйом корабля і до 18 січня 1943-го провели ремонт, при цьому ввели до складу флоту як допоміжний мисливець за підводними човнами CHa-113. Первісно корабель включили до 24-ї спеціальної військово-морської бази, що мала штаб у Енде на острові Флорес та належала до Другого Південного Експедиційного флоту (відповідав за контроль над окупованими територіями Індонезії).
З листопада 1943-го CHa-113 належав до 25-ї спеціальної військово-морської бази зі штабом у Амбоні (південна частина Молуккського архіпелагу), яка відносилась до новоствореного Четвертого Південного Експедиційного флоту (діяв на сході Нідерландської Ост-Індії включаючи західну частину Нової Гвінеї). Більш ніж півроку корабель ніс патрульно-ескортну службу на сході Індонезії, під час якої, зокрема, також відвідував Стерлінг-Бей та Макассар (південно-східний та південно-західний півострови острова Сулавесі).
В серпні 1944-го CHa-113 ескортував транспорт з Амбону до Сурабаї, після чого діяв тут та на комунікації до Макассару. Наприкінці жовтня корабель рушив на захід та певний час ескортував транспорти із відвіданням Сеттенхему (наразі Кланг, західне узбережжя півострова Малакка) та Белавану (північне узбережжя Суматри).
У березні 1945-го CHa-113 повернувся до Сурабаї. 23 червня в Яванському морі дещо більш ніж за дві сотні кілометрів на північний схід від Сурабаї корабель був торпедований та потоплений американським підводним човном USS Hardhead.